# Пинакотека современности
Пинакотека современности (нем. Pinakothek der Moderne) — художественный музей в Мюнхене, под крышей которого разместились четыре независимых друг от друга музея:
- Коллекция современного искусства (входит в состав Баварского государственного собрания живописи),
- Новая коллекция (Государственный музей прикладного искусства),
- Архитектурный музей Мюнхенского технического университета, а также
- Государственное графическое собрание Мюнхена,

представляющих в своих уникальных собраниях различные виды искусства.
Вместе со Старой и Новой пинакотеками, Музеем Брандхорста, Государственным античным собранием, Глиптотекой и Городской галереей в доме Ленбаха Пинакотека современности образует Ареал искусства в Мюнхене.

## Здание музея
Современное просторное здание, единодушно признанное архитектурной критикой как большая творческая удача архитектора Штефана Браунфельса, было построено на пожертвования частных лиц (начальное финансирование составило десять миллионов евро). Лишь на их основе Свободное государство Бавария взяло на себя финансовые расходы и предоставило земельный участок бывших Турецких казарм, изначально предназначавшийся для университетских корпусов. Пинакотека современности была открыта 16 сентября 2002 года. Через полтора года число её посетителей перевалило за два миллиона.

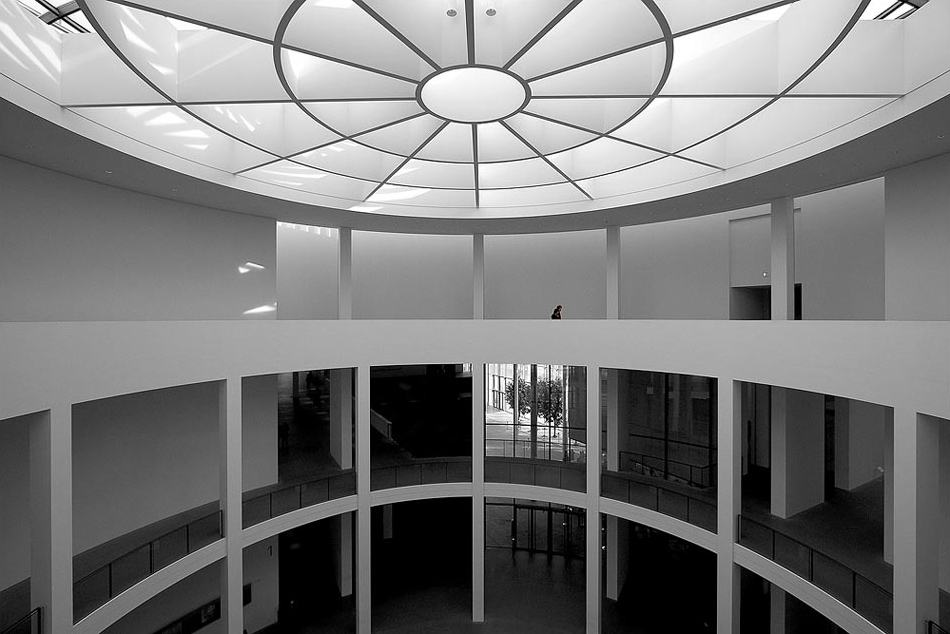
Световой купол ротонды

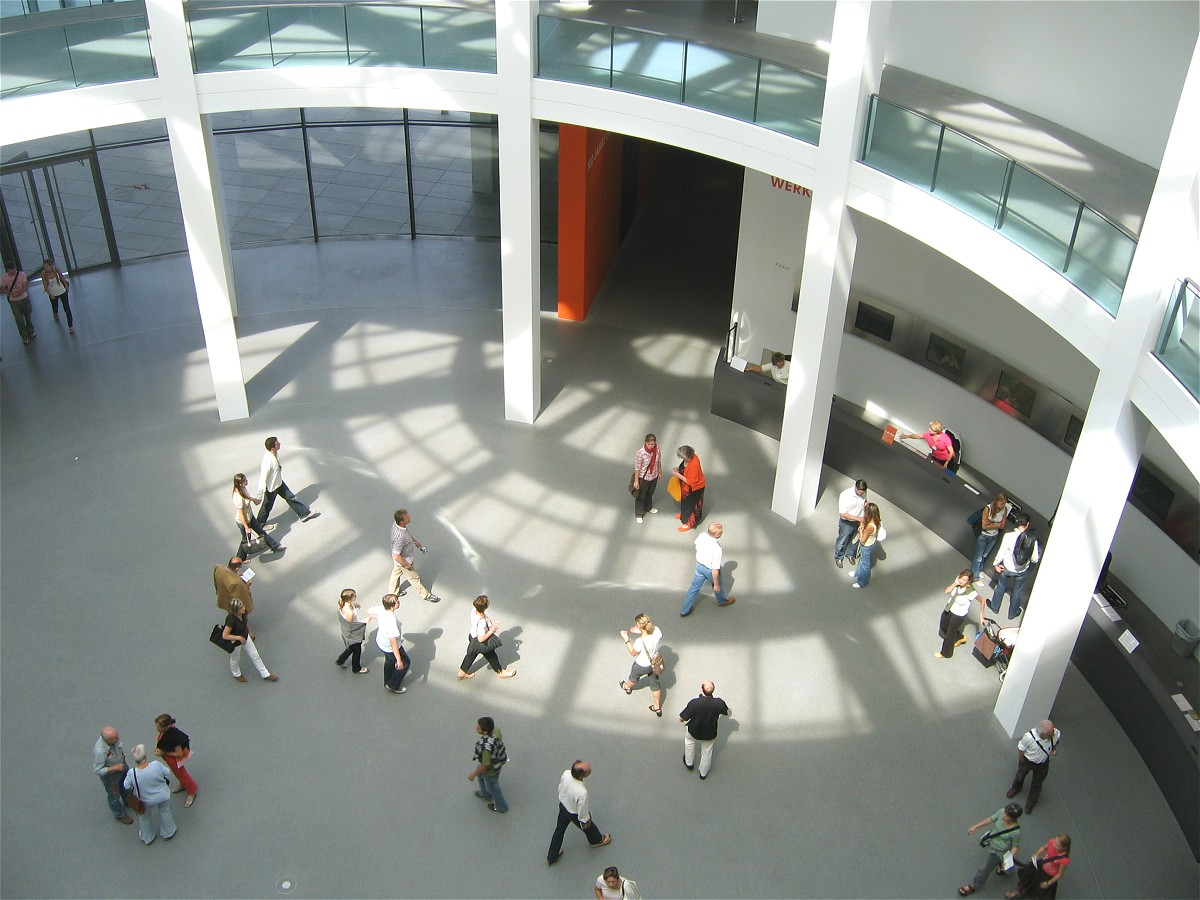
Фойе

Из двусферной ротонды, находящейся в центре здания белого цвета из облицовочного бетона, к экспозициям ведут две большие лестницы. Суммарный диаметр ротонды составляет 30 м. На цокольном этаже находится Собрание дизайна, на первом этаже расположились выставочные залы Архитектурной коллекции, Графическое собрание и временные выставки. В западном крыле первого этажа разместилось Собрание классического модерна, в восточном — Собрание современного искусства.
Второй этап строительства, предусматривавший строительство прилегающих корпусов с юга и востока и дополнительных залов для Государственного графического собрания, был отложен в связи с нехваткой финансирования, связанной со строительством Музея Брандхорста.
Появившиеся тем временем трещины в световом дворе Пинакотеки современности были обследованы для составления плана санационных работ.

## Коллекции

### Коллекция современного искусства
В Коллекцию современного искусства представлены произведения периода классического модерна и современного искусства во всех основных направлениях: экспрессионизм, фовизм, кубизм, «Новая вещественность», баухауз, сюрреализм, абстрактный экспрессионизм, поп-арт и минимализм.

#### История
Одно из наиболее крупных собраний своего рода возникло после 1945 года из приобретений и пожертвований.
С открытием восстановленной Новой Пинакотеки в 1981 году решающим фактором при разделении коллекций галерей, размещавшихся в Доме искусства, являлось наличие в произведениях инновационных черт, свойственных Анри Матиссу и присущих экспрессионизму. Соответственно фовистское полотно Матисса («Натюрморт с геранью», 1910), приобретённое благодаря так называемым «пожертвованиям Чуди», было передано в экспозицию Пинакотеки современности, как и произведения кубистов и экспрессионистов. В отличие от других городов немногочисленные живописные сокровища Мюнхена практически не пострадали от варварских нападок национал-социалистов на «дегенеративное искусство». В 1950 году основу Государственной галереи современного искусства составляли всего лишь семь произведений искусства: «Красные косули» Франца Марка, «Венеция» Оскара Кокошки, «Рыцарская шпора», «Пейзаж с Вальхензе» Ловиса Коринта и «Автопортрет» Макса Бекмана.

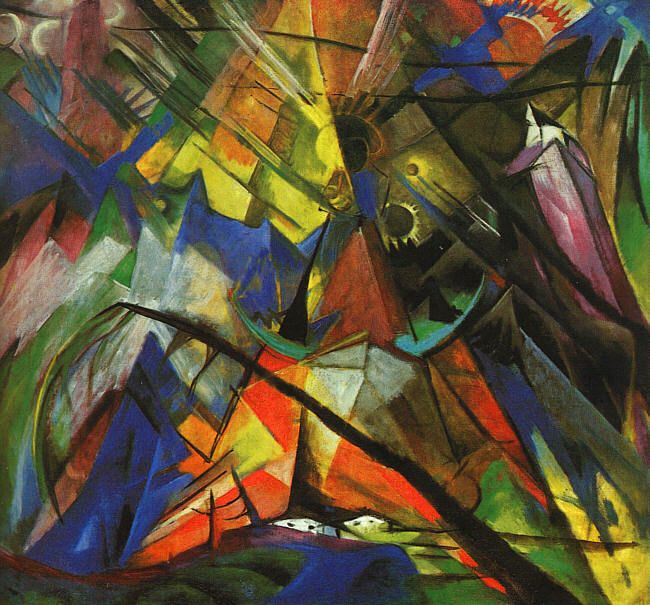
Франц Марк. Тироль. 1914

Коллекция современного искусства начала быстрый рост после Второй мировой войны благодаря приобретениям и пожертвованиям.
Фонды пополнялись благодаря целенаправленной политике коллекционирования, а также за счёт коллекций, подаренных Фондом Тео Вормланда (сюрреализм), Софией и Эмануэлем Фонами, Воти и Теодором Вернерами (картины Пауля Клее и кубистов), Марты и Маркуса Круссов (экспрессионисты, в частности художники группы «Мост»), Гюнтера Франке (работы Макса Бекмана), Клауса Гебхарда (североамериканские художники Роберт Раушенберг, Джаспер Джонс), а также герцога Франца Баварского (современные немецкие художники Йорг Иммендорфф и Зигмар Польке. Последнее приобретение датируется 2006 годом: собрание немецкого и североамериканского искусства 1960-х—1990-х годов прошлого века подарено Элеонорой и Михаэлем Штоффелями .

#### Коллекция классического модерна

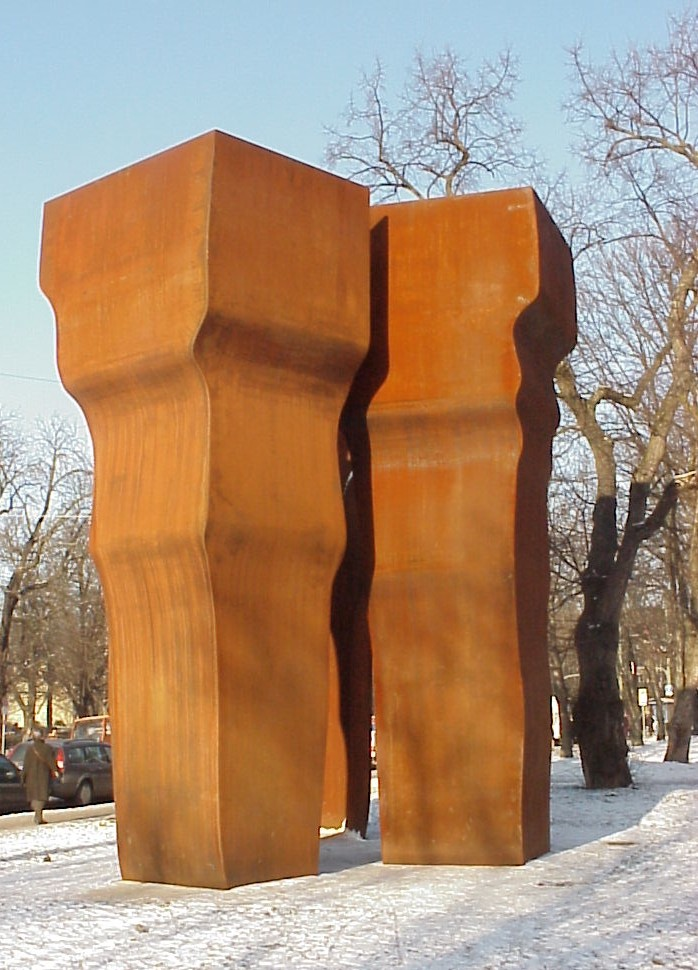
Эдуардо Чильида. В поисках света, 1997

В коллекции представлен широкий круг художников, начиная с Анри Матисса («Натюрморт с геранью», 1910), Робера Делоне («Команда Кардиффа», 1913), Фернана Леже («Пейзаж № 2», 1913), Хуана Гриса («Бутылка бордо», 1913), Умберто Боччони («Volumi orizzontali», 1912) и Жоржа Брака («Женщина с мандолиной», 1910), Оскара Кокошки («Эмигранты», 1916), Отто Дикса («Портрет фотографа Отто Эрфурта», 1925), Лионеля Фейнингера («Тройштедт», 1923) и заканчивая Хоаном Миро («Композиция», 1925), Рене Магриттом («Тренировка акробатки», 1928), Джорджо де Кирико («Беспокойные музы», 1917), Сальвадором Дали («Загадка желания или Мою мать, мою мать, мою мать», 1929) и Максом Эрнстом («Домашний ангел», 1937).
Особое место в экспозиции занимают два зала, где представлены работы Макса Бекмана («Юный аргентинец», 1929, «Искушения св. Антония», 1936, «Женщина в жёлтом и красно с мандолиной», 1950) и Пабло Пикассо («Мадам Солер», 1903, «Мать и дитя», 1921, «Сидящая женщина», 1941).
Достойно представлены в коллекции все члены групп «Мост» и «Синий всадник»: Эрнст Людвиг Кирхнер («Танцевальная школа», 1914), Эрих Хеккель («Стеклянный день», 1913), Эмиль Нольде («Танец вокруг золотого тельца», 1910) и Карл Шмидт-Ротлуф («Пейзаж с водоносицей», 1919), а также Пауль Клее («Полная луна», 1919), Алексей фон Явленский («Пейзаж из Карантека с женщиной», 1905—1906, Франц Марк («Мандрил», 1913), Август Макке («Девушки под деревьями», 1914) и Василий Кандинский («Мечтательная импровизация», 1913).

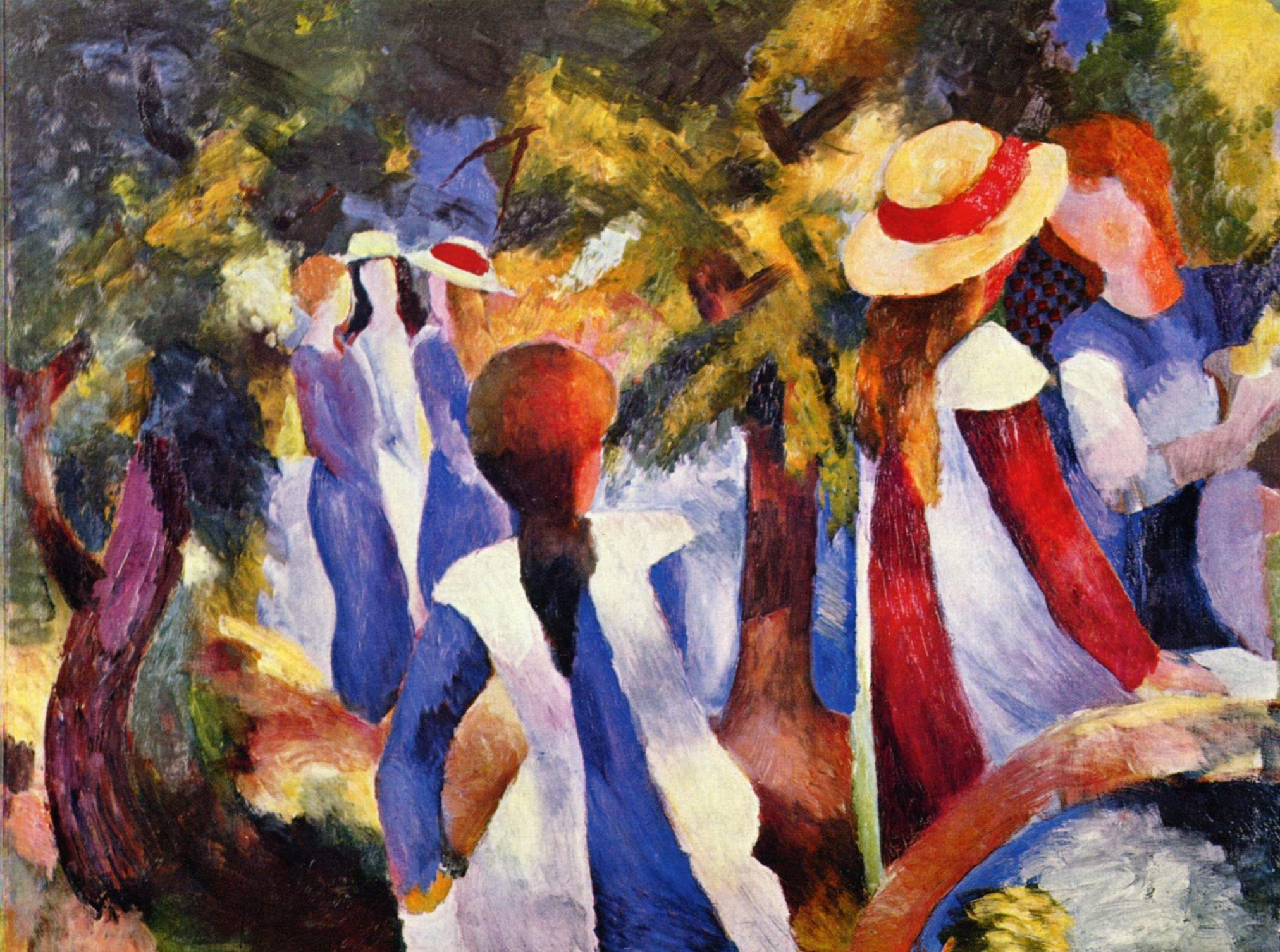
Август Макке Девушки под деревьями, 1914
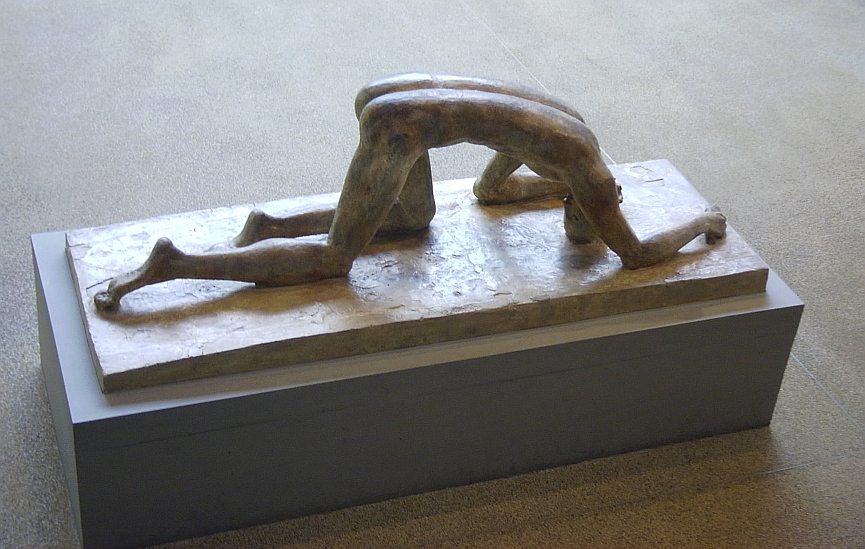
Вильгельм Лембрук Упавший, 1915-16
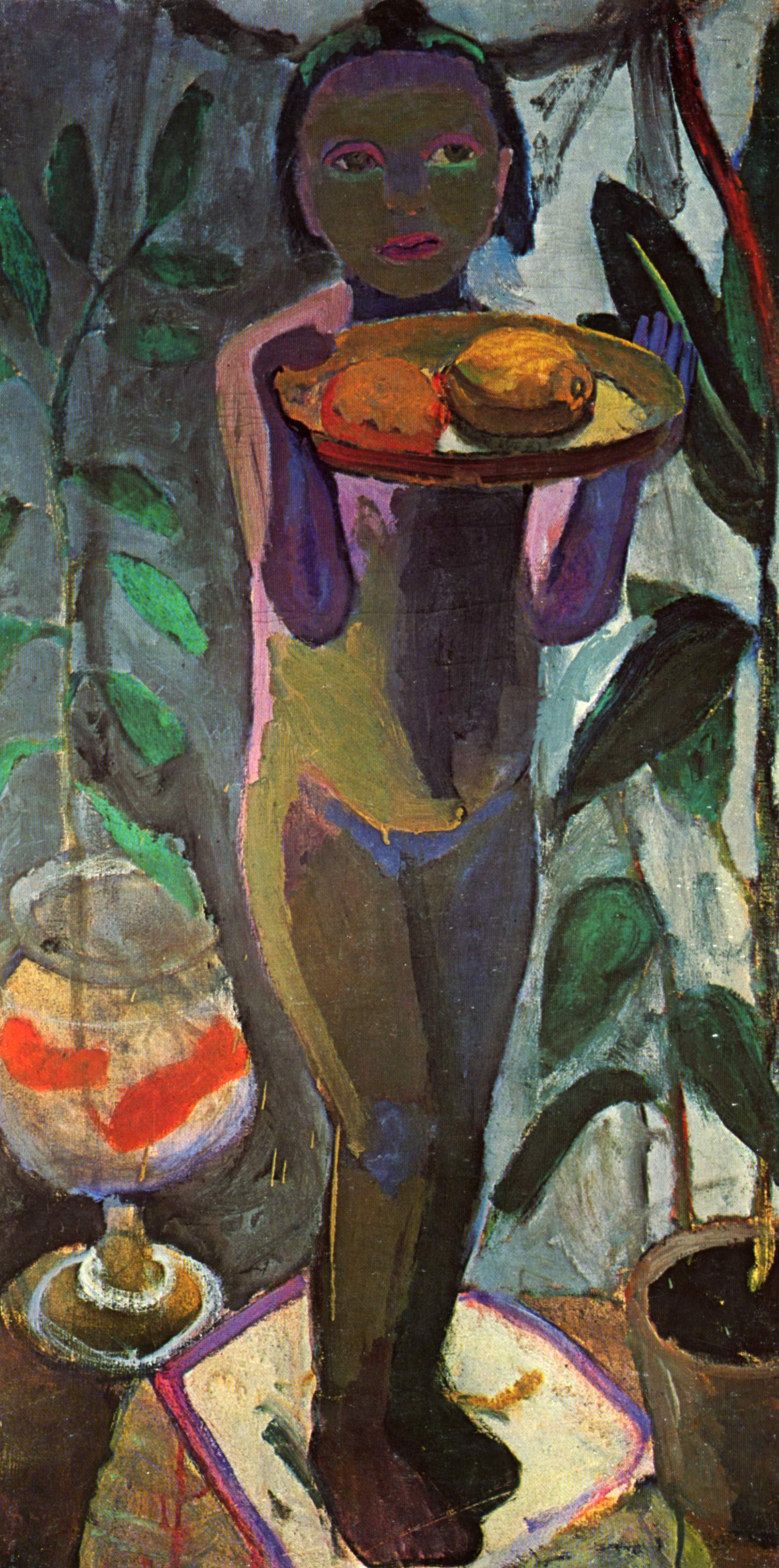
Паула Модерзон-Беккер Детское ню с аквариумом, 1906-07

#### Коллекция современного искусства конца 1950-х годов
Здесь представлены работы Энди Уорхола («СПИД/Джип/Велосипед», 1986), Джаспера Джонса («Прибытие/убытие», 1963), Роберта Раушенберга («Композиция с футболистами», 1962), Сая Туомбли («Больсена», 1969), Виллема де Кунинга («Объезд», 1958), Роберта Мазервелла («Je t’aime», 1955), Франца Клайна («New Year Wall: Night», 1960), Лючио Фонтана («Concetto Spaziale, Attese», 1954 и 1959), Антони Тапиеса («Овал цвета охры с чёрными врезками», 1965), Фрэнсиса Бэкона («Распятие», 1965), Генри Мура («Павший воин», 1956), Марино Марини («Портрет Игоря Стравинского», 1951), Йозефа Бойса («Конец XX века», 1983), Блинки Палермо («Straight», 1965), Георга Базелица («Новый тип», 1966), Герхарда Рихтера («Занавес», 1966), Зигмара Польке («Ню со скрипкой», 1968) и Ансельма Кифера («Nero malt», 1974).
Искусство минимализма представлено в коллекции представлено творчеством Дональда Джадда («Монумент», 1969), Дэна Флавина («Wallboxes», 1978) и Фреда Зандбака («Пространственные инсталляции для Пинакотеки современности», 2003).

#### Новые медиа, фотография и видеоарт
В Пинакотеке можно увидеть важные работы Джона Балдессари («Man running/Men carrying box», 1988—1990), Тадеуша Кантора («Мёртвый класс», 1975), Брюса Наумана («World Peace (projected)», 1996), Пипилотти Рист («Himalaya Goldsteins Stube», 1998—1999), Хироси Сугимото («World Trade Center, Minoru Yamazaki», 1997), Билла Виолы («Tiny Death», 1993), Сэм Тейлор-Вуд («Soliloquy III», 1998) и лайтбоксы Джеффа Уолла («Eviction Struggle», 1988; «A villager from Aricaköyu arriving in Mahmutbey, Istanbul September», 1997).

### Государственное графическое собрание
Государственное графическое собрание Мюнхена включает в себя около 400 тысяч листов, представляющих все эпохи искусства рисунка и печатной графики, начиная с XV в. и заканчивая модерном. Своими корнями оно восходит к коллекции Виттельсбахов, в частности Кабинета гравюр и рисунков курфюрста Карла Теодора. Во Вторую мировую войну коллекция понесла значительные потери, однако по-прежнему находится в одном ряду с крупнейшими собраниями графики Германии — берлинского и дрезденского. Особую ценность представляют рисунки и печатная графика старых немецких и нидерландских мастеров (в частности, произведения Альбрехта Дюрера и Рембрандта), итальянцев (в частности, Микеланджело и Леонардо да Винчи), рисунки немецких художников XIX в. и графика в стиле модерна из других стран, например, работы Поля Сезанна, Анри Матисса, Пауля Клее и Дэвида Хокни.
Из-за чувствительности произведений искусства к свету они демонстрируются только в рамках временных экспозиций.

### Новая коллекция

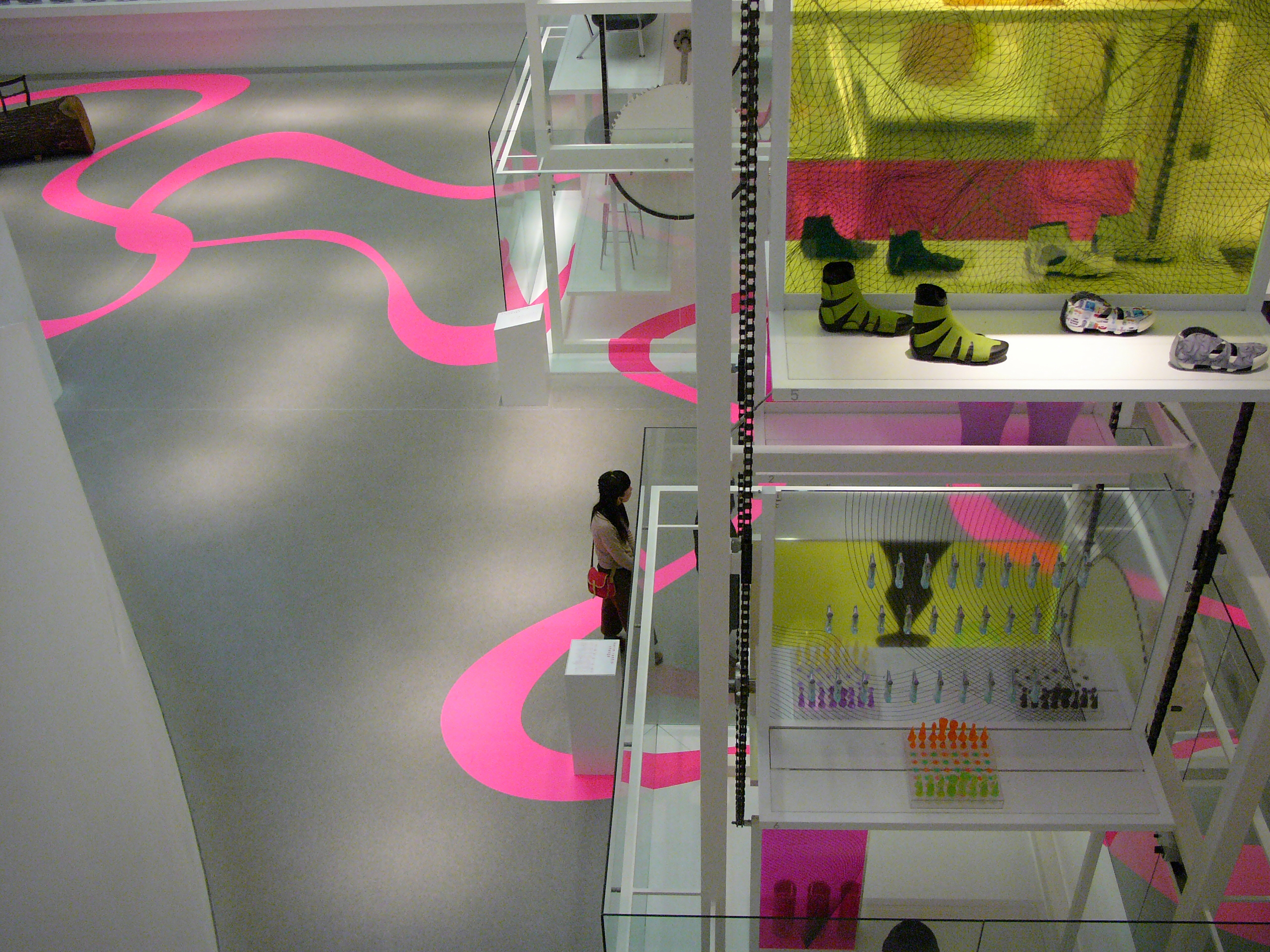
Экспозиция дизайна в Пинакотеке современности

Новая коллекция относится к ведущим мировым музеям дизайна. В его постоянной экспозиции впервые представлена история и развитие дизайна и прикладного искусства с 1900 года до настоящего времени. Это самое большое собрание промышленного дизайна в мире. Особое место в Новой коллекции занимает автомобильный дизайн, компьютерная культура, дизайн украшений, предметы быта и мебели, в том числе собрание произведений Михаэля Тонета.

### Архитектурный музей
Собрание Архитектурного музея Мюнхенского технического университета является самым крупным собранием такого рода в Германии, богатые фонды которого демонстрируются в сменных экспозициях. Это рисунки, этюды, модели именитых архитекторов: Иоганна Балтазара Неймана, Готфрида Земпера, Ле Корбюзье и Гюнтера Бениша. Имеются компьютерная анимация и видеоматериалы.

## Ссылки

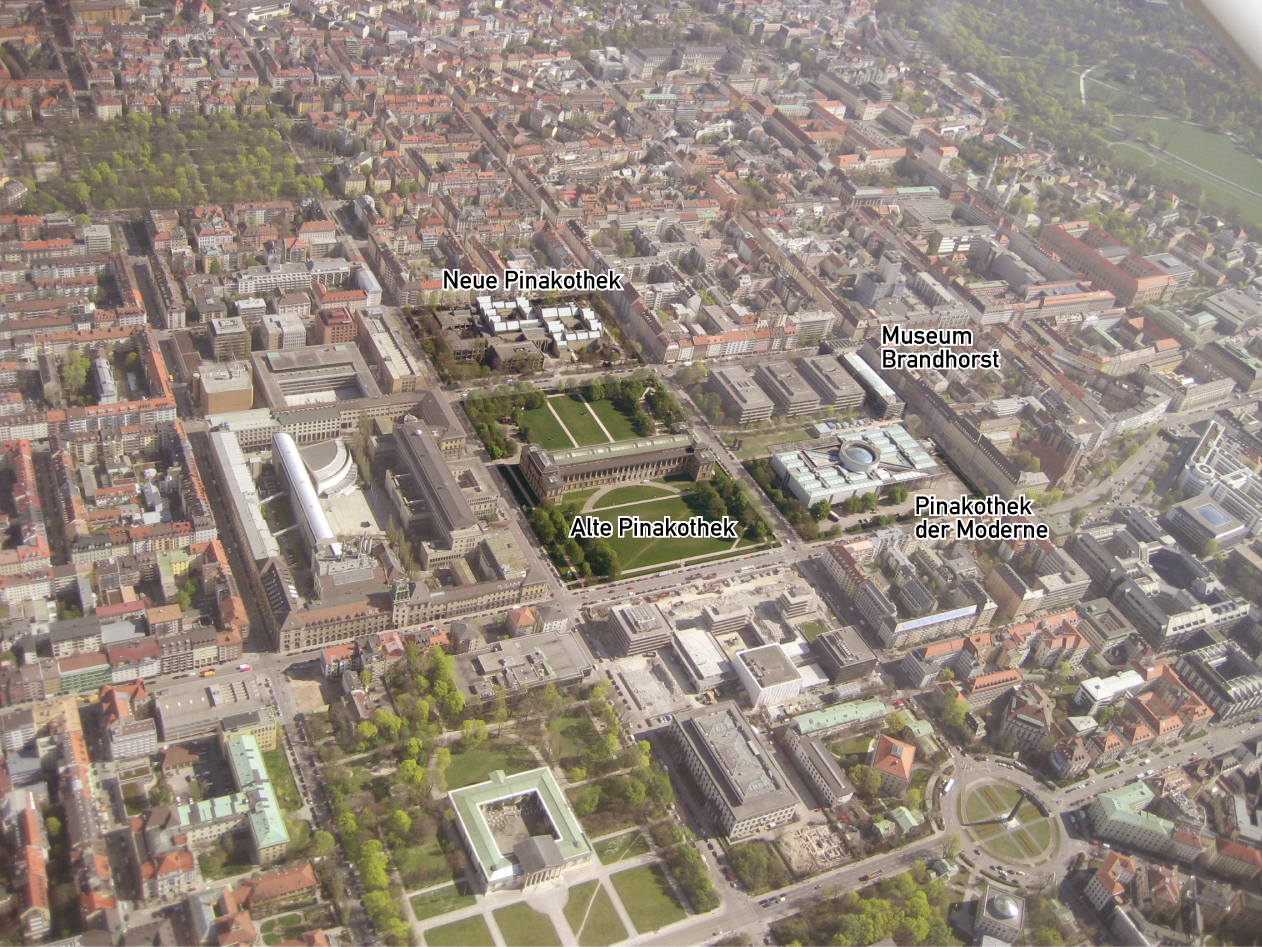
Расположение мюнхенских пинакотек в районе Максфорштадт